# دزجة
دُزْجَة (بالتركية: ) مدينة في شمال غرب تركيا وعاصمة ولاية دزجة والنسبة إليها دُزْجِيّ. يبلغ تعداد سكانها حوالي 125 ألف نسمة.
تتميز ولاية دزجة شمالي تركيا، بطبيعتها الخضراء، ما جعلها قبلة سياحية للأجانب والزوار المحليين.
يؤمها الكثير من عشاق التنزه، في السهول والمراعي الطبيعية، وصعود الجبال، .وتشتهر دزجة بوجود عدة هضاب يتراوح ارتفاعاتها بين 1200 و 1900 متر، لعل أبرزها هضبة "بورنالي"، وعلى بعد قرابة 30 كيلومترا من وسط المدينة.
كما تتواجد في الولاية أشجار البندق والفاكهة، بسبب ارتفاعها النسبي عن سطح البحر الأسود، بالإضافة إلى العديد من الحيوانات والطيور المهاجرة والنباتات النادرة..

## المناخ
يظهر الجدول التالي التغييرات المناخية على مدار السنة لدزجة:
| البيانات المناخية لـدوزجة                    | البيانات المناخية لـدوزجة | البيانات المناخية لـدوزجة | البيانات المناخية لـدوزجة | البيانات المناخية لـدوزجة | البيانات المناخية لـدوزجة | البيانات المناخية لـدوزجة | البيانات المناخية لـدوزجة | البيانات المناخية لـدوزجة | البيانات المناخية لـدوزجة | البيانات المناخية لـدوزجة | البيانات المناخية لـدوزجة | البيانات المناخية لـدوزجة | البيانات المناخية لـدوزجة |
| الشهر                                        | يناير                     | فبراير                    | مارس                      | أبريل                     | مايو                      | يونيو                     | يوليو                     | أغسطس                     | سبتمبر                    | أكتوبر                    | نوفمبر                    | ديسمبر                    | المعدل السنوي             |
| -------------------------------------------- | ------------------------- | ------------------------- | ------------------------- | ------------------------- | ------------------------- | ------------------------- | ------------------------- | ------------------------- | ------------------------- | ------------------------- | ------------------------- | ------------------------- | ------------------------- |
| متوسط درجة الحرارة الكبرى °م (°ف)            | 8.1 (46.6)                | 10.0 (50.0)               | 13.3 (55.9)               | 18.7 (65.7)               | 23.3 (73.9)               | 27.0 (80.6)               | 29.0 (84.2)               | 29.0 (84.2)               | 25.8 (78.4)               | 20.7 (69.3)               | 15.5 (59.9)               | 10.2 (50.4)               | 19.2 (66.6)               |
| المتوسط اليومي °م (°ف)                       | 3.8 (38.8)                | 5.2 (41.4)                | 7.8 (46.0)                | 12.3 (54.1)               | 16.7 (62.1)               | 20.5 (68.9)               | 22.6 (72.7)               | 22.4 (72.3)               | 18.7 (65.7)               | 14.3 (57.7)               | 9.6 (49.3)                | 5.8 (42.4)                | 13.3 (56.0)               |
| متوسط درجة الحرارة الصغرى °م (°ف)            | 0.4 (32.7)                | 1.2 (34.2)                | 3.3 (37.9)                | 7.2 (45.0)                | 11.1 (52.0)               | 14.5 (58.1)               | 16.7 (62.1)               | 16.7 (62.1)               | 13.3 (55.9)               | 9.7 (49.5)                | 5.1 (41.2)                | 2.3 (36.1)                | 8.5 (47.2)                |
| الهطول مم (إنش)                              | 88.1 (3.47)               | 69.6 (2.74)               | 73.7 (2.90)               | 60.9 (2.40)               | 60.6 (2.39)               | 58.9 (2.32)               | 42.9 (1.69)               | 50.9 (2.00)               | 51.3 (2.02)               | 82.2 (3.24)               | 81.7 (3.22)               | 101.3 (3.99)              | 822.1 (32.38)             |
| متوسط الأيام الممطرة                         | 15.1                      | 13.6                      | 13.7                      | 12.4                      | 11.5                      | 9.6                       | 6.3                       | 6.1                       | 7.7                       | 11.0                      | 12.1                      | 15.4                      | 134.5                     |
| ساعات سطوع الشمس الشهرية                     | 55.8                      | 75.6                      | 117.8                     | 156                       | 223.2                     | 261                       | 279                       | 263.5                     | 201                       | 136.4                     | 84                        | 52.7                      | 1٬906                     |
| ساعات سطوع الشمس اليومية                     | 1.6                       | 3.6                       | 3.5                       | 5.2                       | 7.1                       | 8.4                       | 9.1                       | 8.4                       | 6.4                       | 4.3                       | 2.5                       | 1.5                       | 5.1                       |
| المصدر: Turkish State Meteorological Service |                           |                           |                           |                           |                           |                           |                           |                           |                           |                           |                           |                           |                           |

## توأمة
لدزجة اتفاقيات توأمة مع:
- ألبا يوليا (2001 - )

## معرض الصور

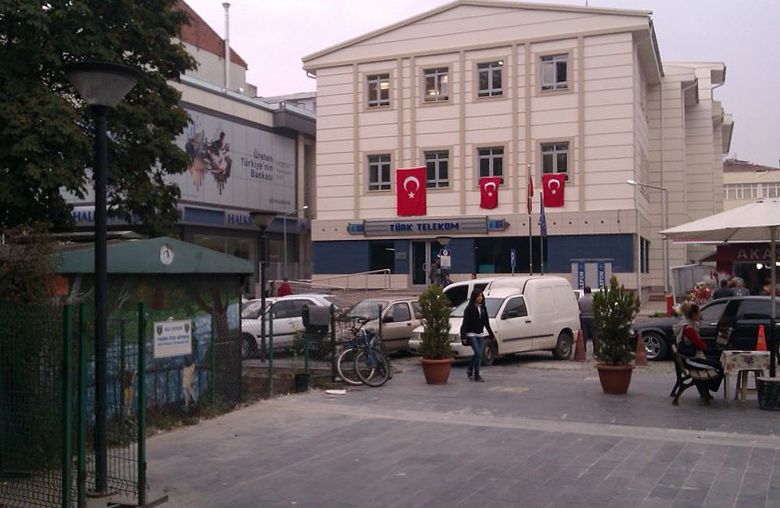
منظر لاحد أحياء المدينة
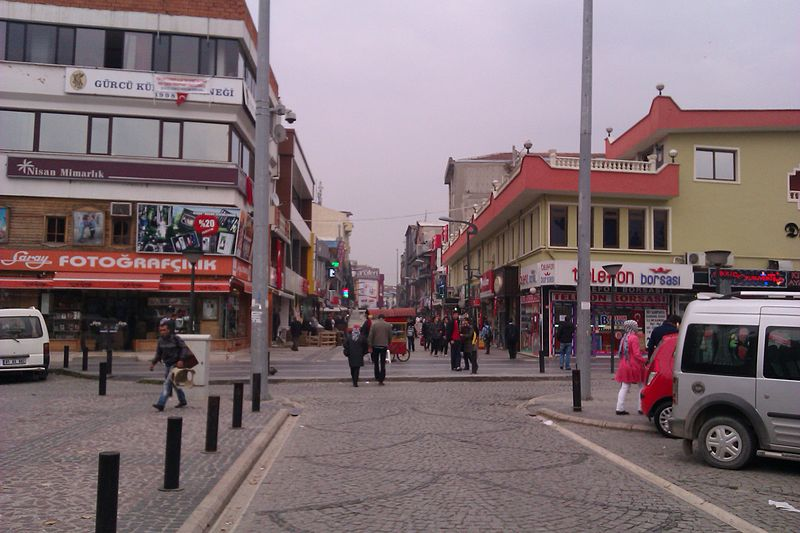
منظر لاحد الأسواق في المدينة

## أعلام
- فتيح سيلان
- عائشه تشيدم باتور